# Кубок Шпенглера 1942
Кубок Шпенглера 1942 — 18-й турнір Кубок Шпенглера, що проходив у швейцарському місті Давос в період з 29 грудня по 31 грудня 1942 року.
Результати:
29.12.1942  «Давос» —  Лозанна — 9:3 (3:0,3:2,3:1)
30.12.1942  Цюрих СК —  Лозанна — 12:1
31.12.1942  «Давос» —  Цюрих СК — 6:1 (1:0,0:1,5:0)
Підсумкова таблиця:
1. «Давос»
2. Цюрих СК
3. Лозанна.